# 白いマフラー
「白いマフラー」（しろいマフラー）は、DEEPの5枚目のシングル。2011年2月2日にrhythm zoneから発売された。

## 概要
前作の「未来への扉」から3カ月後のシングルで、2ndアルバム『LOVE STORY』からの先行シングル。
表題曲「白いマフラー」のミュージックビデオには女優の長澤まさみ、俳優の南圭介が出演している。カップリングの「キミがいるから」は、メンバーのYUICHIROが初めて作詞に挑戦した。

## 収録曲
CD
1. 白いマフラー [6:09]
作詞：小竹正人、作曲・編曲：RIO
中京テレビ・日本テレビ系『フットンダ』2月度エンディング・テーマ
日本テレビ『iCon』2・3月度エンディング・テーマ
レコチョクCMソング
2. キミがいるから [5:02]
作詞：YUICHIRO、作曲・編曲：藤本和則・羽山匠
キロロリゾートCMソング
3. 白いマフラー (ストーリー完結編) ＊Special Track  [10:23]
ナレーション・朗読：青柳翔・KOUKO
4. 白いマフラー（Instrumental）
5. キミがいるから（Instrumental）

DVD
1. 白いマフラー（Video Clip）
2. Night for you〜share wit'me（LIVE＠東京国際フォーラム ホールA 2010/3/14）
3. Endless road（LIVE@東京国際フォーラム ホールA 2010/3/14）